# 둔덕동
둔덕동(屯德洞)은 대한민국 전라남도 여수시 중앙에 위치한 동이다.

## 개요
둔덕동은 마을 뒷산의 호랑산을 등지고 선사시대의 지석묘가 있다. 용수동에서 쌍봉 봉계리 대곡으로 가는 고개를 둔덕재하고 하며, 1914년 일제의 행정개편으로 문치리, 신죽리 일부와 여천 쌍봉의 용수리를 합하여 여수 읍내에서 10리가 되므로 ‘왕십리’라 하였는데 1953년 행정구역 변경으로 둔덕재의 이름을 따서 ‘둔덕동’으로 고쳤는데 용수마을은 여천시와 접해 있는 마을로 1920년대에는 왕십리라 불렀으며 1987년 상반기까지만 해도 용수마을이 중추가 되어 둔덕동을 형성하였으나 신도심으로 발전하기 시작하면서 둔덕동 436~4번지로 동사무소가 신축 이전되면서 둔덕동의 중심지가 문치마을과 석교마을이 되었다.

## 법정동
- 둔덕동

### 교통
- 여수공항 (14km)
- 여수엑스포역 (7km)

## 교육
- 전남대학교 여수캠퍼스 (대학로 50)

## 기관
- 미평파출소 (좌수영로 431)
- 둔덕동주민센터 (좌수영로 509)

## 볼거리
- 호랑산성
- 용수 농악

## 주거
- 한려아파트 (쌍봉로 316)
- 중앙하이츠아파트 (쌍봉로 366)
- 라온유아파트 (상암로 16)
- 여도아파트 (상암로 72)
- 남해화학사택 (상암로 81)
- 신원아르시스아파트 (둔덕1길 14)

## 도로명주소 목록
- 대학로
- 둔덕1길
- 둔덕2길
- 둔덕3길
- 둔덕4길
- 둔덕5길
- 둔덕6길
- 둔덕7길
- 둔덕8길
- 둔덕9길
- 만성로
- 상암로
- 쌍봉로
- 양지6길
- 용수1길
- 용수길
- 좌수영로